# Сражение при Шорт-Хиллз
Сражение при Шорт-Хиллз (англ. Battle of Short Hills), так же известное как Сражение при Меташен-Кортхауз — одно из сражений Филадельфийской кампании американской Войны за независимость, которое произошло 26 июня 1777 года. В середине июня 1777 года генерал Хау вступил в Нью-Джерси, намереваясь выманить армию Вашингтона из Уатчунгских гор на равнину. Не сумев добиться этого, он 22 июня повернул обратно. Армия Вашингтона спустилась с гор, а дивизия Стирлинга следовала за англичанами на небольшом расстоянии. Воспользовавшись удачным моментом, Хау 26 июня попытался отрезать Вашингтону пути отступления в горы. Это привело к столкновению с дивизией Стирлинга, которая приняла бой, но постепенно отступила, понеся небольшие потери, но позволив Вашингтону увести армию в горы.